# Blå
 Der er for få eller ingen kildehenvisninger i denne artikel, hvilket er et problem. Du kan hjælpe ved at angive troværdige kilder til de påstande, som fremføres i artiklen.

 For alternative betydninger, se Blå (flertydig). (Se også artikler, som begynder med Blå)
Blå er en farve. Blå er himlens og havets farve. På det optiske spektrum, ligger blå mellem violet og grøn. 

## Symbolik
Den blå farve er i mange kulturer knyttet til guder og det guddommelige og er symbolet på Guds sandhed og evighed. I den vestlige kultur er blåt Jomfru Marias farve efter hendes blå kappe.
De egyptiske guder og konger bar ofte blåt skæg og paryk, og både i Egypten og Mexico var det farven, der forbandt guderne og det guddommelige. I Egypten tilknyttet himmelguden Amûn.
Blå var også farven på Odins kappe samt farven for de oldindiske guder Vishnu og Krishna.
I Kina symboliserer blåt retningen øst. I Europa er romantikkens blå blomst lig med tankeflugt.
Blåt anvendes af og til liturgisk i stedet for violet.
I astrologien er stjernetegnet Tyrens farve lyseblå, Skorpionens blå, Skyttens kongeblå og Vandmandens mørkeblå.
Blå er farven for kærlighed og spiritualitet. Det er troskabens og det hemmelighedsfuldes farve. Også farven for fjernhed (de blå bjerge) og udlængsel. Det er tænkningens farve og også den koldes farve.
Hals-chakraets farve er blå, der i sit positive aspekt kan symbolisere højere bevidsthed, healingsenergi, i sit neutrale aspekt tænkningen og i det negative fortrængningen. Står for udtryk, kommunikation, kreativitet og spiritualitet. 

## Anvendelse
- Fra starten på international motorsport og indtil 1960'erne blev blå anvendt som international racingfarve på franske biler.[4]